# Galbani
 (juillet 2024).

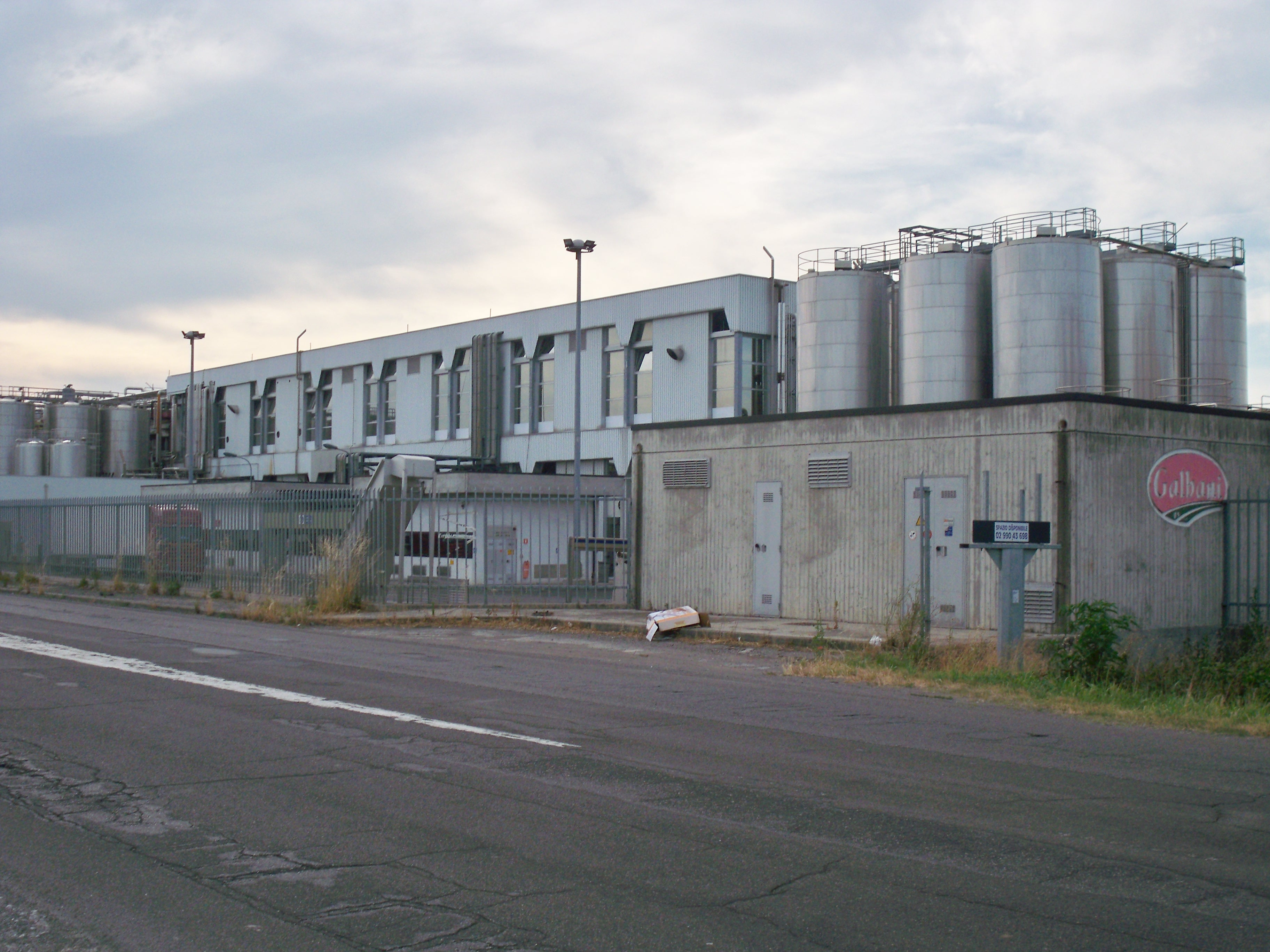
Des locaux d l'entreprise à Corteolona

Galbani est un groupe italien de l'industrie agroalimentaire, chef de file du marché des « fromages méditerranéens » tels que la mozzarella, la ricotta, le mascarpone ou encore le gorgonzola, et filiale du groupe Français Lactalis.

## Historique
Galbani trouve son origine en 1882 dans la laiterie de David et Egidio Galbani, située à Ballabio, au débouché de la Valsassina, dans la province de Lecco, en Lombardie, plus tard transférée à Maggianico. À une époque où la production laitière en Italie était la plupart du temps de type paysanne et les transformations laitières des Galbani étaient commercialisées uniquement au niveau local, les Galbani s'inspirent des produits français, alors exportés vers l'Italie, et fabriquent un fromage à pâte molle italien portant la marque « Robiola ». Egidio décide d'investir dans le domaine.
En 1896, Egidio loue la ferme Cascina Triulza, à Melzo, où il commence à transformer le lait avec sept employés et l’aide d’un moteur à 3 chevaux. Il s'occupe seul de la chaudière et obtient son brevet de conducteur.
En 1898, Galbani emploie 12 salariés et n'est plus une entreprise familiale. C'est le début d'une expansion à l'étranger, avec des fromages présentés aux expositions de Bruxelles, Paris et Munich. La production s'accroit et les fromages rencontrent un succès.
En 1900, la carrière d'Egidio connaît un tournant : il gagne le Premier Prix à l’Exposition de Paris de 1900. 
En 1906, le Bel Paese (en français « beau pays ») naît, commercialement le fromage phare de Galbani, qui sera même qualifié de « roi des fromages »[À attribuer] et qui tiendra tête à la forte concurrence française. Ce fromage reprend certaines caractéristiques des produits français mais avec un caractère ammoindri. Egidio est attaché au goût universel de son nouveau fromage.  
En 1911, le siège historique de la Cascina Triulza ferme. La société Galbani s’installe à Melzo, près de Milan, dans un bâtiment plus grand et mieux organisé.  
En 1920, après avoir assuré la distribution de fromages à pâte molle pour l'armée et les hôpitaux durant la Première Guerre mondiale, Egidio profite de la fin de la guerre pour se moderniser davantage : il ajoute des systèmes innovants de réfrigération. Ainsi, la société anonyme Egidio Galbani est créée le 26 mai 1920 avec comme activité « l’industrie et le commerce de produits laitiers en général et de leurs dérivés ». Cette nouvelle société est composée des frères Egidio et Giuseppe, de Giacomo (fils de Giuseppe) et d’autres entrepreneurs des environs.
En 1925, la laiterie de Giussago (dans le département de Pavie) démarre son activité de transformation du lait. Elle fabrique des fromages sous la marque Galbani et sa sous-marque Bel Paese. C'est à ce moment que naît le mascarpone.  
En 1934, Galbani emploie plus de 1 000 salariés, possède 56 dépôts dans les principales villes italiennes et continue son expansion à l’étranger avec 4 filiales, 32 dépôts et 108 sièges de représentation, dont le plus lointain se trouve en Argentine.
En 1936, Galbani achète la fabrique de charcuterie de Melzo spécialisée dans la fabrication de mortadelle, de jambon cuit et de saucissons.
En 1945, durant la Seconde Guerre mondiale, 62 fournisseurs de lait travaillent pour l'entreprise.
En 1956, Galbani crée son slogan « Galbani veut dire confiance ». La même année, la mozzarella de marque Santa Lucia est lancée, conservée dans des boîtes en bois avec de la glace. 
En 1961 arrivent des camionnettes pour transporter les bidons de lait cru. C'est la fin des cariages, des véhicules qui ressemblent à des fiacres. 
En 1965 est lancée la mozzarella de la marque Santa Lucia, avec son liquide de recouvrement dans un conditionnement scellé. 
En 1970 naît le gorgonzola à Novare du premier consortium officiel. Galbani est l'une des sociétés fondatrices du consortium dont le but est de « protéger et surveiller la production et le commerce du gorgonzola et l’emploi de sa désignation ».
En 1989, Galbani est racheté par le groupe Danone, qui le revend à BC Partners en 2002.
En 2006, l'entreprise internationale Lactalis, chef de file mondial des transformations fromagères, rachète Galbani. 
En 2012, Galbani fête son 130e anniversaire.

## Affaire du fromage avarié recyclé
En 2008, 11 000 tonnes de fromage avarié sont recyclées par quatre entreprises[Lesquelles ?], dont Galbani. L'entreprise est citée dans le rapport d’enquête comme le principal fournisseur et client. Les fromages contenaient des vers, des excréments de souris, des résidus de plastique et d’encre des étiquettes. Utilisés dans des recettes de fromages frais et de mozzarella, la vente s’étalait dans toute l’Europe et aurait rapporté des centaines de millions d’euros selon la Repubblica. Galbani revendait des fromages avariés et rachetait par la suite la pâte reconditionnée à partir de ces mêmes fromages. L’entreprise Galbani reconnaît son tort mais dit également avoir rompu avec ces pratiques depuis son rachat en 2006 par Lactalis.